# Zaaf Cycling Team
Zaaf Cycling Team was een Spaanse wielerploeg voor vrouwen die in 2022 en de eerste maanden van 2023 deel uitmaakte van het peloton.

## Geschiedenis

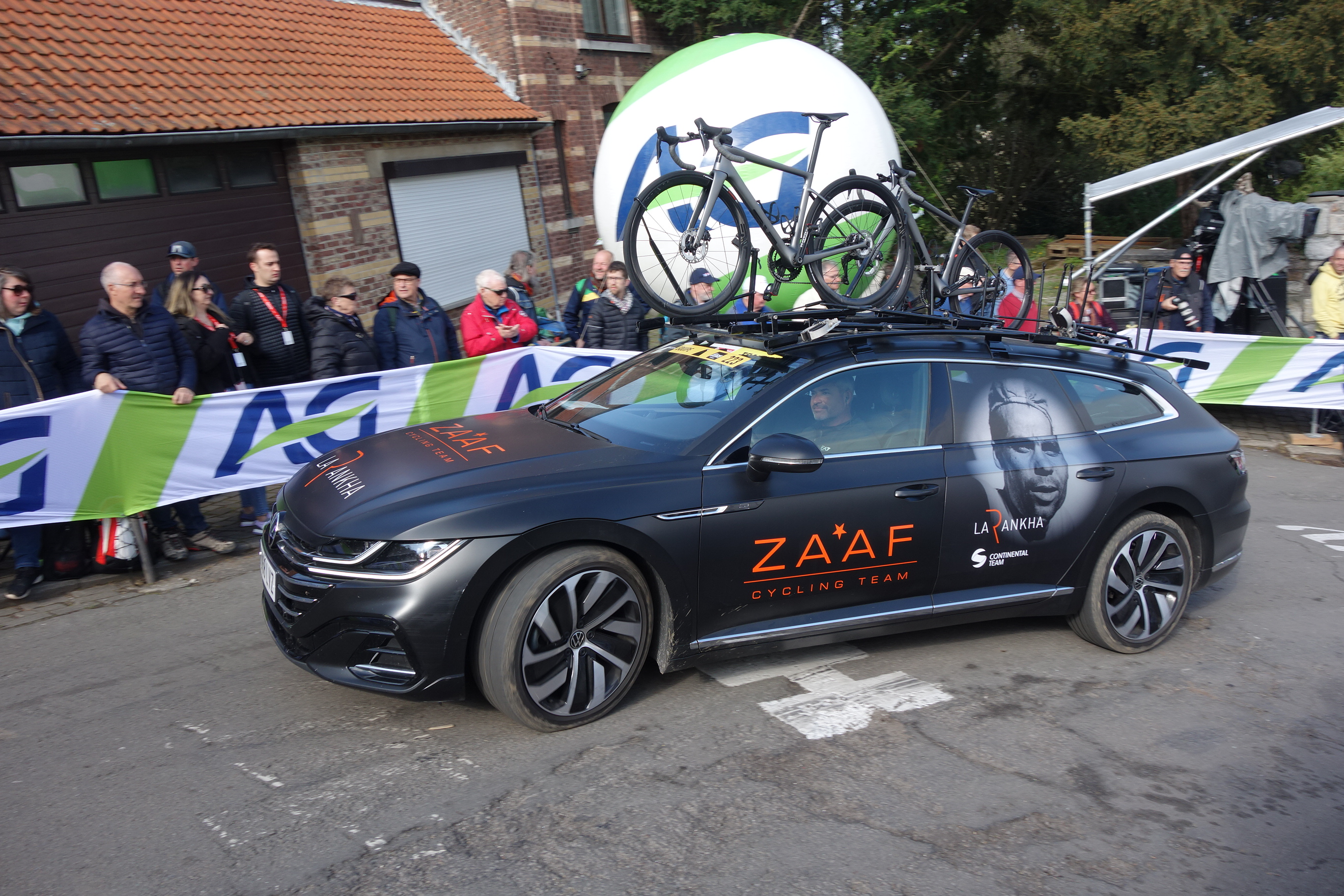
Ploegleiderswagen met portret van Abdel-Kader Zaaf

In 2022 werd de ploeg opgericht als clubteam. De ploeg werd genoemd naar de Frans-Algerijnse renner Abdel-Kader Zaaf, die in de jaren '40 en '50 deelnam aan o.a. de Tour de France.
Voor het seizoen 2023 kreeg de ploeg een UCI-licentie en trok hiervoor 15 nieuwe rensters aan. Enkele daarvan hadden eerder getekend voor de nieuw op te richten vrouwenploeg van het Franse B&B Hotels - KTM, maar toen in december 2022 bleek dat deze plannen niet doorgingen, konden o.a. Frans kampioene Audrey Cordon-Ragot en Canadees kampioene Maggie Coles-Lyster bij Zaaf terecht.
In februari boekte het continentale team enkele successen. Zo werd de Egyptische Ebtissam Zayed Ahmed nationaal kampioene in zowel de tijdrit als op de weg. Audrey Cordon-Ragot stond enkele keren op het podium van onder meer de Omloop van het Hageland en Nikola Nosková werd derde in de Vuelta Civitat Valenciana Feminas.
In maart werd bekend dat de rensters en personeel nog steeds geen salaris hadden ontvangen. Op 2 april was Cordon-Ragot de eerste die haar vertrek aankondigde. Zij vond even later onderdak bij Human Powered Health Women en kon zo alsnog meedoen aan Parijs-Roubaix. Vanwege het uitblijven van betalingen mochten van de UCI even later ook de overige rensters op zoek naar een andere ploeg. Zo kon de Nederlandse Mareille Meijering aan de slag bij Movistar. De ploeg trok zich op voorhand terug van de startlijst van de Vuelta Feminina, maar verbood tevens hun ex-rensters Drummond en Silvestri deel te nemen namens een andere ploeg. Na het vertrek van de Egyptische Zayed Ahmed bestond de ploeg nog maar uit zeven rensters, wat beneden het minimum van acht rensters is en dus schrapte de UCI de ploeg van hun lijst en hield de ploeg op te bestaan.

## Rensters

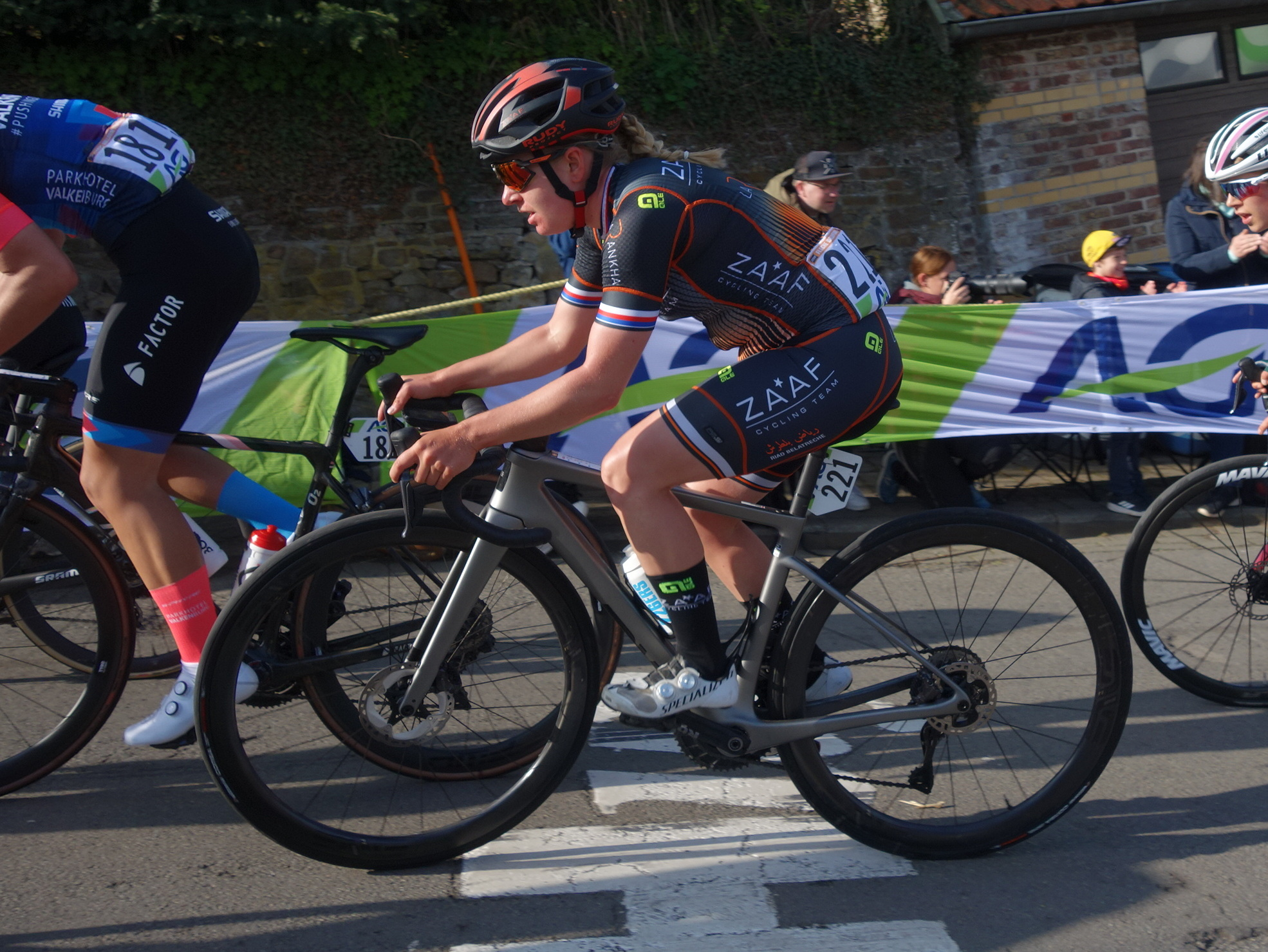
Nikola Nosková tijdens de Waalse Pijl 2023

### Ploeg 2023
| Naam                  | Nationaliteit    | Vorige ploeg                | Vertrekdatum  | Vertrokken naar                 |
| --------------------- | ---------------- | --------------------------- | ------------- | ------------------------------- |
| Eva Anguela           | Spanje           | Rio Miera-Cantabria Deporte | 27 april 2023 | ?                               |
| Maggie Coles-Lyster   | Canada           | DNA Pro Cycling             | 18 april 2023 | Israel Premier Tech Roland      |
| Audrey Cordon-Ragot   | Frankrijk        | Trek-Segafredo              | 2 april 2023  | Human Powered Health Women      |
| Danielle De Francesco | Australië        | -                           | 27 april 2023 | Arkéa                           |
| Michaela Drummond     | Nieuw-Zeeland    | BePink                      | 17 april 2023 | Farto-BTC                       |
| Heidi Franz           | Verenigde Staten | InstaFund Racing            | 17 april 2023 | DNA Pro Cycling                 |
| Lucía García          | Spanje           | -                           | 27 april 2023 | ?                               |
| Lucie Jounier         | Frankrijk        | Arkéa                       | 2 april 2023  | Coop-Hitec Products             |
| Mareille Meijering    | Nederland        | Multum Accountants-LSK      | 12 april 2023 | Movistar                        |
| Nikola Nosková        | Tsjechië         | -                           | 27 april 2023 | Massi-Tactic                    |
| Marta Romance         | Spanje           | -                           | 27 april 2023 | Born To Win                     |
| Debora Silvestri      | Italië           | Top Girls Fassa Bortolo     | 27 april 2023 | Laboral Kutxa-Fundación Euskadi |
| Elizabeth Stannard    | Australië        | Valcar-Travel & Service     | 14 april 2023 | Israel Premier Tech Roland      |
| Emanuela Zanetti      | Italië           | Isolmant-Premac-Vittoria    | 27 april 2023 | Isolmant-Premac-Vittoria        |
| Ebtissam Zayed Ahmed  | Egypte           | -                           | 26 april 2023 | ?                               |

## Overwinningen
2023
Egyptisch kampioen op de weg, Ebtissam Zayed Ahmed
Egyptisch kampioen tijdrijden, Ebtissam Zayed Ahmed